# Rockford (Alabama)
Rockford település az USA Alabama államában, Coosa megyében, melynek megyeszékhelye is. Lakosainak száma 349 fő (2020. április 1.).

## Népesség
A település népességének változása:

| 2010 | 477 |
| 2020 | 349 |